# La Chica Dorada Tour
La Chica Dorada Tour fue la gira debut en solitario de la cantante mexicana Paulina Rubio, realizada para promocionar su primer álbum de estudio La chica dorada (1992). Comenzó con varias presentaciones en México en noviembre de 1992 y se extendió hasta octubre de 1993, con varios conciertos en Estados Unidos, México y otras ciudades de Latinoamérica.  

## Lista de canciones
1. «La Chica Dorada» (Introducción)
2. «Amor De Mujer»
3. «Dime Si Soy Sexy»
4. «El Primer Amor»
5. «Abriendo Las Puertas Al Amor»
6. «Sabor A Miel»
7. Medley de Timbiriche: «Hoy Tengo Que Decirte Papá», «La Vida Es Mejor Cantando», «Corro, Vuelo, Me Acelero», «México» y «Con Todos Menos Conmigo»
8. «Acelerar» / «Persecución en la Ciudad»
9. «La Escoba»
10. «Sangre Latina»
11. «Amarte En Libertad»
12. «Mío»

## Fechas de la gira
| América                  |                    |                |                       |
| 20 de noviembre de 1992  | Tehuacán           | México         | Teatro del Pueblo     |
| 4 de marzo de 1993       | Tegucigalpa        | Honduras       | Estadio Olímpico      |
| 16 de mayo de 1993       | Acapulco de Juárez | México         | Hard Rock Café        |
| 30 de mayo de 1993       | Santa Clarita      | Estados Unidos | Magic Moments Theater |
| 27 de agosto de 1993     | Lima               | Perú           | —                     |
| 15 de septiembre de 1993 | San José           | Costa Rica     | —                     |
| 16 de octubre de 1993    | Tehuacán           | México         | Teatro del Pueblo     |